# باشگاه فوتبال چلسی
باشگاه فوتبال چلسی (به انگلیسی: .Chelsea F.C) یک باشگاه فوتبال در لیگ برتر انگلستان است که در سال ۱۹۰۵ در لندن بنا نهاده شد. چلسی شش دوره قهرمان لیگ برتر انگلستان شده‌است و همچنین هشت قهرمانی در جام حذفی فوتبال انگلستان و پنج قهرمانی در جام اتحادیه فوتبال انگلستان را در کارنامهٔ خود دارد. این تیم در مسابقات اروپایی نیز توانسته‌است دو قهرمانی در جام در جام اروپا، دو قهرمانی در سوپر جام اروپا، دو قهرمانی در لیگ قهرمانان اروپا، دو قهرمانی در لیگ اروپا، و یک قهرمانی در لیگ کنفرانس اروپا به دست آورد.
چلسی نخستین مقام قهرمانی خود را در سال ۱۹۵۵ میلادی و در لیگ دسته اول انگلستان به دست آورد. این باشگاه چند جام نیز در دهه‌های ۱۹۶۰ و ۱۹۷۰ به دست آورد، اما تا سال ۱۹۹۷ نتوانست جام مهم دیگری را کسب کند. دهه ابتدایی قرن بیست و یکم درخشان‌ترین و موفقیت‌آمیزترین دوره تاریخ باشگاه چلسی به واسطهٔ قهرمانی در لیگ برتر جزیره در سال‌های ۲۰۰۵، ۲۰۰۶ و ۲۰۱۰ و رسیدن به فینال لیگ قهرمانان اروپا در ۲۰۰۸ بوده‌است. بخش عمده‌ای از این افتخارات توسط ژوزه مورینیو کسب شده‌است.
این باشگاه به‌همراه ورزشگاه استمفورد بریج که با ظرفیت ۴۱٬۸۴۱ نفر در منطقه فولام (SW6 1HS لندن) قرار دارد، در سال ۲۰۰۳ توسط رومن آبراموویچ تاجر، به مبلغ ۱۴۰ میلیون پوند خریداری شد.
باشگاه چلسی از فصل ۱۹۶۴–۱۹۶۵ اقدام به استفاده از پیراهن و شورت ورزشی آبی روشن و جوراب‌های سفید رنگ کرد و تا امروز نیز غالباً این رویه ادامه داشته‌است. تا پیش از آن هیچ‌گاه لباس و شورت بازیکنان این باشگاه یک‌رنگ نبوده‌است.
نماد باشگاه چندین بار تغییر پیدا کرده‌است که از دههٔ ۱۹۵۰ تاکنون، نماد شیر به عنوان نماد اصلی باشگاه برگزیده شده‌است. این باشگاه به‌طور میانگین در جایگاه پنجم پایدارترین تیم‌های فوتبال انگلیس قرار دارد. همچنین این تیم با میانگین ۴۱٬۴۰۳ تماشاگر در فصل ۲۰۰۹ – ۲۰۱۰ لیگ برتر انگلیس در رده ششم قرار گرفته‌است.

## تاریخچه

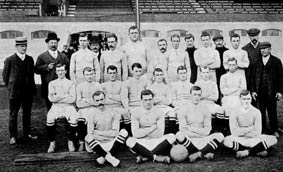
اولین تیم باشگاه فوتبال چلسی در سپتامبر ۱۹۰۵

باشگاه فوتبال چلسی در مارس ۱۹۰۵ رسماً بنیان نهاده شد و در مدت زمان کوتاهی به مسابقات فوتبال انگلیس راه یافت. در سال‌های نخستین، این باشگاه دستاوردهای اندکی به‌دست‌آورد که می‌توان به رسیدن به فینال جام حذفی فوتبال انگلستان در سال ۱۹۱۵ اشاره کرد. در بازی پایانی پس از باخت در برابر باشگاه فوتبال شفیلد یونایتد قهرمانی را از دست داد ولی با این وجود برای بازیکنان خود شهرت فراوان کسب کرد.
تد دریک بازیکن سابق باشگاه فوتبال آرسنال و انگلیس در سال ۱۹۵۲ میلادی به عنوان سرمربی به چلسی آمد و شروع به نوسازی باشگاه کرد. وی توانست باشگاه فوتبال چلسی را در فصل ۵۵–۱۹۵۴ قهرمان لیگ دسته اول انگلستان کند.
فصل بعد یوفا، جام باشگاه‌های اروپا را راه‌اندازی کرد اما با اعتراض تیم‌های لیگ برتر و فدراسیون فوتبال، چلسی پیش از شروع بازی‌ها، از جام کنار گذاشته شد.

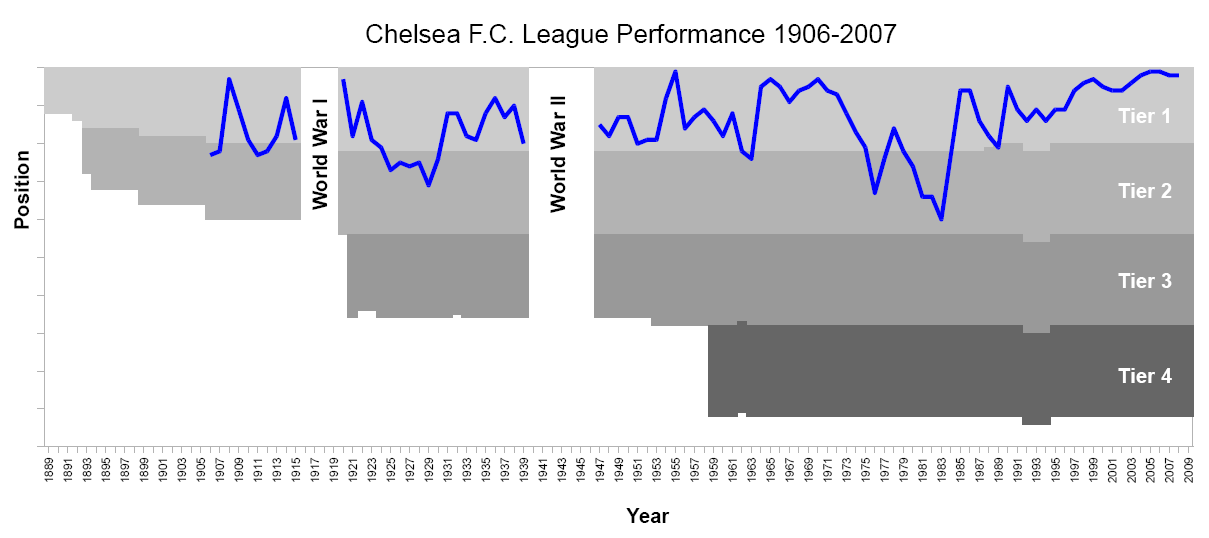
نمودار نتایج تیم چلسی از فصل ۰۶–۱۹۰۵ تا فصل ۰۸–۲۰۰۷

چلسی در دهه ۱۹۶۰ به رقابت با حریفان در لیگ دسته اول، جام اتحادیه و جام حذفی پرداخت که در فصل ۶۵–۱۹۶۴ توانست قهرمان جام اتحادیه فوتبال انگلیس شود. چلسی در سال ۱۹۷۰، پس از پیروزی با نتیجه ۲–۱ مقابل باشگاه فوتبال لیدز یونایتد، قهرمان جام حذفی فوتبال انگلیس شد، همچنین توانست نخستین قهرمانی اروپایی خود را در جام در جام اروپا با پیروزی مقابل باشگاه فوتبال رئال مادرید در آتن به دست آورد.
اواخر دهه ۱۹۷۰ میلادی و اوایل دهه ۱۹۸۰ میلادی دوران نابسامانی برای چلسی بود، باشگاه دچار مشکلات مالی بسیاری شده بود، فروش ستارگان، باشگاه را با افت شدیدی مواجه کرد. در سال ۱۹۸۲ باشگاه توسط کن بیتس خریداری شد. چلسی در مسابقات بخت کمی برای نتیجه‌گیری داشت و برای نخستین بار در حال سقوط به لیگ دسته سوم بود ولی جان نیل توانست چلسی را در فصل ۸۴–۱۹۸۳ به لیگ بالاتر برساند. این تیم که در سال ۱۹۸۸ بار دیگر به لیگ دسته دوم سقوط کرده بود، بلافاصله در فصل ۸۹–۱۹۸۸ به لیگ دسته اول بازگشت.

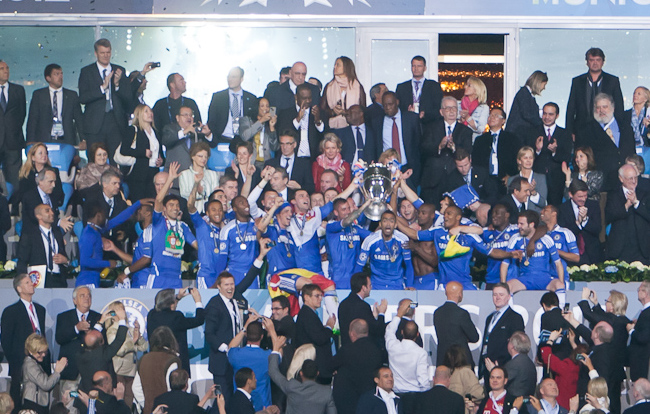
مراسم اهدای مدال پس از اولین قهرمانی در لیگ قهرمانان اروپا توسط تیم چلسی - ۲۰۱۲

بعد از یک نبرد طولانی مدت قانونی، کن بیتس به مالکیت مطلق بر ورزشگاه باشگاه در سال ۱۹۹۲ رسید. چلسی در سال ۱۹۹۴ به فینال جام حذفی فوتبال انگلستان راه یافت اما نتوانست قهرمانی این مسابقات را به دست آورد. در سال ۱۹۹۶ رود گولیت به عنوان بازیکن - مربی هدایت باشگاه چلسی را به دست گرفت، وی در سال ۱۹۹۷ جام حذفی فوتبال انگلستان را تصاحب کرد. گولیت در سال ۱۹۹۸ جای خود را جان لوکا ویالی داد. او نیز به نفع یک ایتالیایی دیگر یعنی کلودیو رانیری برکنار شد. رانیری از سال ۲۰۰۰ تا ۲۰۰۴ سرمربی باشگاه چلسی بود.
در ژوئن ۲۰۰۳ میلادی، بیتس باشگاه فوتبال چلسی را به مبلغ ۱۴۰ میلیون پوند، به یک میلیاردر روس‌تبار به نام رومن آبراموویچ فروخت که این رویداد به بزرگ‌ترین خرید و فروش باشگاه در تاریخ فوتبال انگلستان تبدیل شد. این در حالی بود که رانیری قادر به نتیجه‌گیری مناسب نبود به همین دلیل ژوزه مورینیو جایگزین او شد که توانست چلسی را به جایگاه بهتری برساند. چلسی با مورینیو دو قهرمانی در لیگ برتر انگلیس در فصل‌های (۰۵–۲۰۰۴
و ۰۶–۲۰۰۵) به دست آورد.
همچنین مورینیو قهرمانی جام حذفی (۲۰۰۷) و جام اتحادیه (۲۰۰۵ و ۲۰۰۷) را به افتخارات باشگاه اضافه کرد. در سپتامبر ۲۰۰۷ آورام گرانت جایگزین مورینیو شد. در همان فصل چلسی برای اولین بار به فینال لیگ قهرمانان اروپا صعود کرد اما در ضربات پنالتی، بازی را به تیم منچستر یونایتد واگذار کرد، در پی این نتیجه گرانت اخراج شد.
مربی بعدی فیلیپه اسکولاری بود که در ژوئیه ۲۰۰۸ به چلسی پیوست. اسکولاری نیز به دلیل نتایج ضعیف تیمی از کار برکنار شد. گاس هیدینگ مربی هلندی به عنوان سرمربی جدید باشگاه چلسی انتخاب شد و توانست این تیم را در سال ۲۰۰۹ قهرمان جام حذفی فوتبال انگلیس کند. اما مربی سابق باشگاه آث میلان کارلو آنچلوتی به عنوان مربی جدید باشگاه چلسی برگزیده شد. وی در اولین فصل حضورش موفق به کسب قهرمانی در لیگ برتر انگلیس و جام حذفی فوتبال انگلیس موسوم به دوگانه انگلیس شد. آنجلوتی در ماه مه ۲۰۱۱ از چلسی جدا شد و آندره ویلاس-بوآس مربی سابق تیم پورتو جایگزین وی شد.
آندره ویلاس-بوآس که با قراردادی ۱۵ میلیون یورویی (۱۳٬۳ میلیون پوند) در ژوئن ۲۰۱۱ به عنوان سرمربی باشگاه چلسی انتخاب شده بود در ۴ مارس ۲۰۱۲ به دلایل نتایج ضعیف از کار برکنار شد. پس از برکناری ویلاس بوآس، روبرتو دی ماتئو که به عنوان دستیار در باشگاه چلسی فعالیت می‌کرد به صورت موقت سرمربی تیم شد. دی ماتئو توانست چلسی را به مقام قهرمانی جام حذفی فوتبال انگلستان ۲۰۱۲ و همچنین برای اولین بار به قهرمانی لیگ قهرمانان اروپا ۲۰۱۲ با نتیجه ۴ بر ۳ در ضربات پنالتی مقابل بایرن مونیخ برساند. با این حال در فصل ۲۰۱۲–۲۰۱۳، باخت سه بر هیچ چلسی مقابل یوونتوس در جام قهرمانان اروپا باعث اخراج وی شد و سرمربی‌گری این تیم تا پایان فصل به رافائل بنیتز رسید. تنها موفقیت باشگاه چلسی به همراه بنیتز قهرمانی در لیگ اروپا ۲۰۱۳ با نتیجه دو بر یک مقابل تیم بنفیکا بود.
در تابستان ۲۰۱۳ ژوره مورینیو پس از ۶ سال به چلسی بازگشت و توانست این تیم را به چهارمین قهرمانی در لیگ برتر انگلستان در فصل ۱۵–۲۰۱۴ و پنجمین قهرمانی در جام اتحادیه ۲۰۱۵ برساند، چلسی در سومین فصل حضور مورینیو نتایجی بسیار ضعیفی کسب کرد به طوری که در ۱۶ بازی متحمل ۹ شکست شده بود و تیم در منطقه سقوط گرفته بود و این باعث اخراج این مربی در دسامبر ۲۰۱۵ و انتصاب گاس هیدینک به صورت موقت تا پایان شد، در ژوئیه ۲۰۱۶ آنتونیو کونته به عنوان سرمربی جدید معرفی شد و در اولین فصل حضور این مربی، باشگاه چلسی به قهرمانی در لیگ برتر فوتبال انگلستان ۱۷–۲۰۱۶ دست پیدا کرد. هر چند چلسی به همراه کونته در فصل بعد به قهرمانی جام حذفی ۱۸–۲۰۱۷ رسید اما در لیگ جزیره چندان موفق نبود و سهمیهٔ لیگ قهرمانان را کسب نکرد. در ژوئیه ۲۰۱۸ مائوریتسیو ساری به عنوان سرمربی جدید معرفی شد و در پایان فصل به قهرمانی لیگ اروپا ۱۹–۲۰۱۸ دست یافت.

## استمفورد بریج

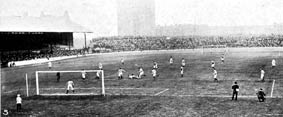
چلسی در مقابل وست برومویچ آلبیون در ۲۳ سپتامبر ۱۹۰۵؛ چلسی ۱ – ۰ برنده شد.

استمفورد بریج تنها ورزشگاه باشگاه چلسی از ابتدا تاکنون بوده که رسماً از تاریخ ۲۸ آوریل ۱۸۷۷ افتتاح شده‌است. در ۲۸ سال اول تأسیس، استمفورد بریج مورد استفاده دیگر ورزش‌ها به غیر از فوتبال مانند ورزش دو و میدانی نیز قرار داشته. در سال ۱۹۰۴ میلادی برادران گاس میرس و جوزف میرس ورزشگاه را خریداری کرده‌اند تا فقط بازی‌های تیم چلسی در آن برگزار شود.
خانواده میرز برای طراحی جدید ورزشگاه، آرشیبالد لیتش که یکی از برجسته‌ترین معماران اروپا بود را انتخاب کردند که طرح اصلی ورزشگاه کنونی را طراحی و اجرا کند.
آنها پیشنهاد اجاره باشگاه را به باشگاه فوتبال فولهام دادند اما این پیشنهاد رد شد بنابراین صاحبان باشگاه تصمیم به استفاده از زمین در موارد دیگر گرفتند.
طراحی و تهیه نقشه اصلی ورزشگاه شروع شد به‌طوری‌که جایگاه تماشاگران در حدود ۱۰۰٬۰۰۰ نفر برآورد شده بود. در اوایل دهه ۱۹۳۰ میلادی ساخت جایگاه جنوبی ورزشگاه که دارای سقف بود انجام شد. این ورزشگاه به خانه هواداران باشگاه چلسی تبدیل شد که وفادارترین و پرشورترین تماشاگران در دهه‌های ۱۹۶۰، ۷۰ و ۸۰ میلادی بودند.

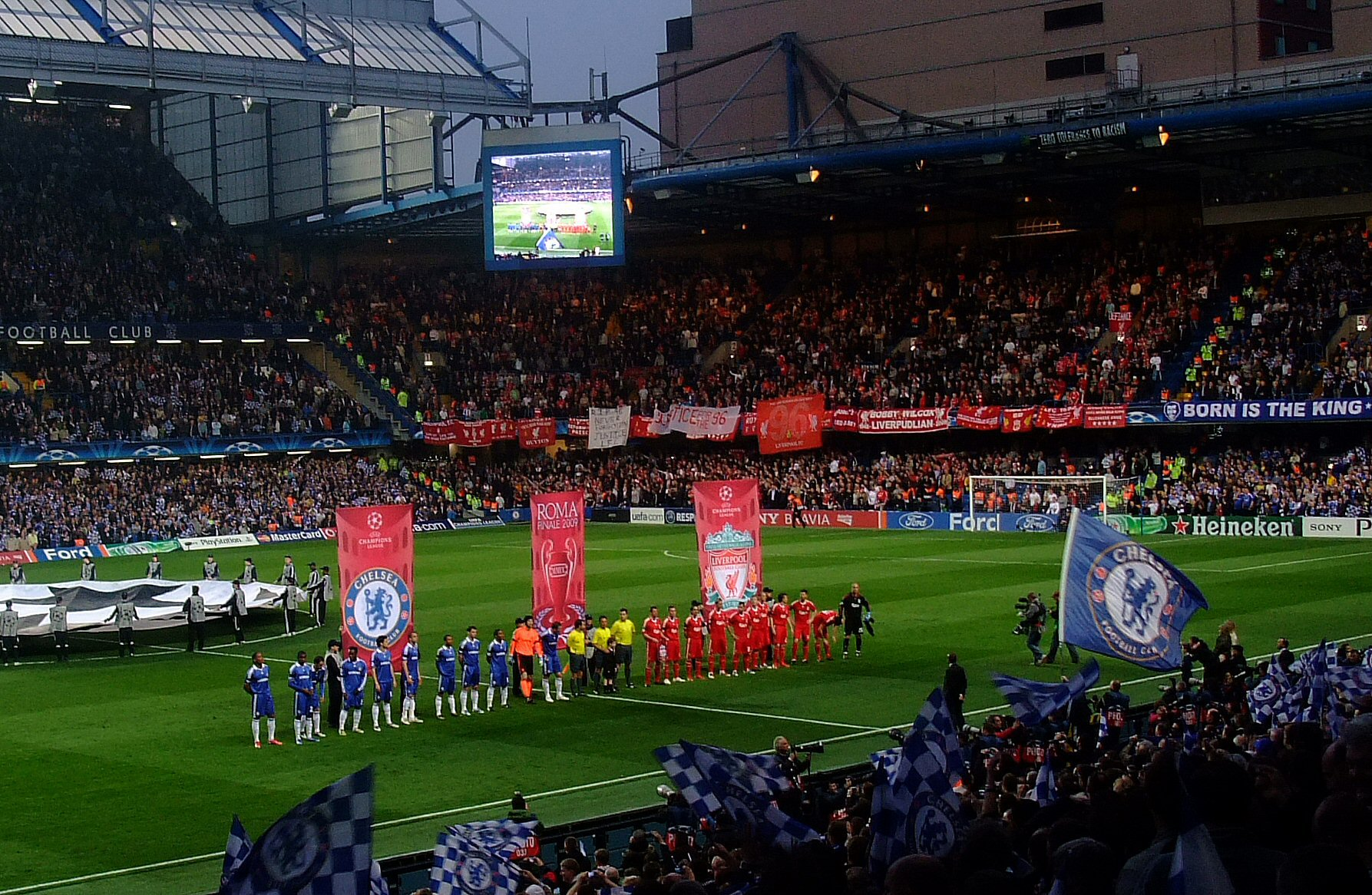
نمایی از غرب ورزشگاه استمفورد بریج

در سال‌های پایانی دهه ۱۹۶۰ میلادی و اوایل ۱۹۷۰ میلادی طرح جدید ورزشگاه با ظرفیت ۵۰۰۰۰ نفر را اجرا کردند که تماماً دارای صندلی بود. ساخت قسمت شرقی ورزشگاه در دهه ۱۹۷۰ آغاز شد که هزینه‌ای بسیاری برای باشگاه به همراه داشت که منجر به فروختن ورزشگاه به توسعه‌دهندگان آن شد و تا اواسط دهه ۱۹۹۰ میلادی یک جنگ طولانی مدت قانونی را ایجاد کرد. قسمت‌های شمال، شرق و بخش‌هایی از جنوب ورزشگاه که تماماً دارای صندلی بود تا سال ۲۰۰۱ به‌طور کامل تکمیل شد.

## نشان‌واره و نماد باشگاه
از ابتدای تأسیس باشگاه چلسی تاکنون چهار نماد و نشان‌واره در تاریخ باشگاه چلسی مورد استفاده قرار گرفته و همه تحت تغییرات جزئی انتخاب شده بودند. در سال ۱۹۰۵ اولین نشان‌واره باشگاه انتخاب شد که نمادی از یک بازنشسته باشگاه بود. لقب بازنشستگان به مدت نیم قرن در باشگاه چلسی مورد استفاده قرار گرفت در سال ۱۹۵۲ میلادی تد دریک در راستای تغییر و تحول در باشگاه اصرار به حذف نام بازنشسته داشت به همین دلیل نماد جدید انتخاب شد.
نماد شیر آبی رنگ نماد بعدی باشگاه چلسی بود به مدت سه دهه مورد استفاده قرار گرفت این نشان‌واره از سه گل رز قرمز به نمایندگی از کشور انگلستان و دو توپ فوتبال در حاشیه‌ها تشکیل می‌شد که در سال ۱۹۶۰ میلادی با تصویب نهایی مورد استفاده قرار گرفت.
در سال ۱۹۸۶ میلادی کن بیتس مالک باشگاه چلسی برای ایجاد تغییر و تحول نماد نشان‌واره باشگاه را تغییر داد. نشان‌واره جدید شامل دایره‌ای آبی رنگ بود که شیر زرد رنگ و کلمات C.F.C در میان آن قرار گرفته بودند، این نماد با مدت ۱۹ سال به عنوان نشان‌واره اصلی باشگاه چلسی به کار برده می‌شد. با روی کار آمدن مدیریت جدید در رأس باشگاه نشان‌واره باشگاه بار دیگر تغییر کرد و دومین نماد تاریخ باشگاه چلسی یعنی نماد شیر آبی رنگ با اندکی تغییر دوباره مورد استفاده قرار گرفت.

نشان‌واره باشگاه چلسی از سال ۱۹۰۵ تا ۱۹۵۳
نشان‌واره باشگاه چلسی از سال ۱۹۵۳ تا ۱۹۸۶
نشان‌واره باشگاه چلسی از سال ۱۹۸۶ تا ۲۰۰۵
نشان‌واره باشگاه چلسی از سال ۲۰۰۵ تا اکنون

## لباس تیم
تیم چلسی همیشه لباس آبی بر تن کرده‌است البته در ابتدا رنگ آبی لباس روشن‌تر از لباس کنونی بوده‌است. همچنین رنگ جوراب‌ها در ابتدا آبی تیره بوده اما اکنون از رنگ سفید استفاده می‌شود، شورت ورزشی نیز از سفید به آبی تغییر رنگ داده‌است. این تغییرات در سال ۱۹۱۲ انجام شده‌است. در دهه ۱۹۶۰ میلادی تامی دوچرتی که مربی چلسی بود خواهان تغییر شورت آبی و جوراب سفید برای تغییر و تحول شده بود که این تغییر در فصل ۱۹۶۵–۱۹۶۴ لحاظ شد.
در دهه ۱۹۶۰ در یک بازی تیم چلسی لباس راه راه سفید و مشکی همانند لباس تیم اینتر میلان بر تن کرده‌است. از دیگر لباس‌های به یاد ماندنی چلسی می‌توان به لباس با راه راه سبز در دهه ۱۹۸۰، لباس با راه راه‌های سفید و قرمز در اوایل دهه ۱۹۹۰ و لباس با راه راه‌های سربی و نارنجی در اواسط دهه ۱۹۹۰ اشاره کرد.
شرکت آدیداس حامی و تأمین‌کننده لباس‌های ورزشی باشگاه چلسی است که بر اساس قرارداد سال‌های ۲۰۰۶ تا ۲۰۱۱ میلادی اسپانسر این باشگاه بوده‌است. پیش از این شرکت آمبرو در سال‌های (۸۱–۱۹۶۸)، لو کوک اسپوقتیف در سال‌های (۸۶–۱۹۸۱)، مجموعه باشگاه چلسی در سال‌های (۸۷–۱۹۸۶) و همچنین شرکت آمبرو در سال‌های (۲۰۰۶–۱۹۸۷) پشتیبان و اسپانسر لباس‌های ورزشی باشگاه چلسی بوده‌اند. باشگاه در اواسط فصل ۸۴–۱۹۸۳ با شرکت گلف ایر به عنوان اسپانسر باشگاه و تبلیغات بر روی پیراهن‌های ورزشی تیم به توافق رسیدند. پس از آن باشگاه با شرکت گرانگ فارمس و بای لین تی و کمپانی ایتالیایی سیمود قبل از قرارداد طولانی مدت با شرکت سازنده کامپیوتر کمودور اینترنشنال در سال ۱۹۸۹ قرارداد همکاری امضاء کرده‌اند. اسپانسرهای بعدی باشگاه شرکت‌های کورس در سال‌های (۹۷–۱۹۹۵)، اتوگلس در سال‌های (۲۰۰۱–۱۹۹۷) و هواپیمایی امارات در سال‌های (۲۰۰۵–۲۰۰۱) بوده‌اند. شرکت سامسونگ اسپانسر فعلی باشگاه چلسی است که در فصل ۰۸–۲۰۰۷ میلادی به تبلیغات در زمینه گوشی موبایل پرداخته‌است.

## طرفداران و رقابت‌ها

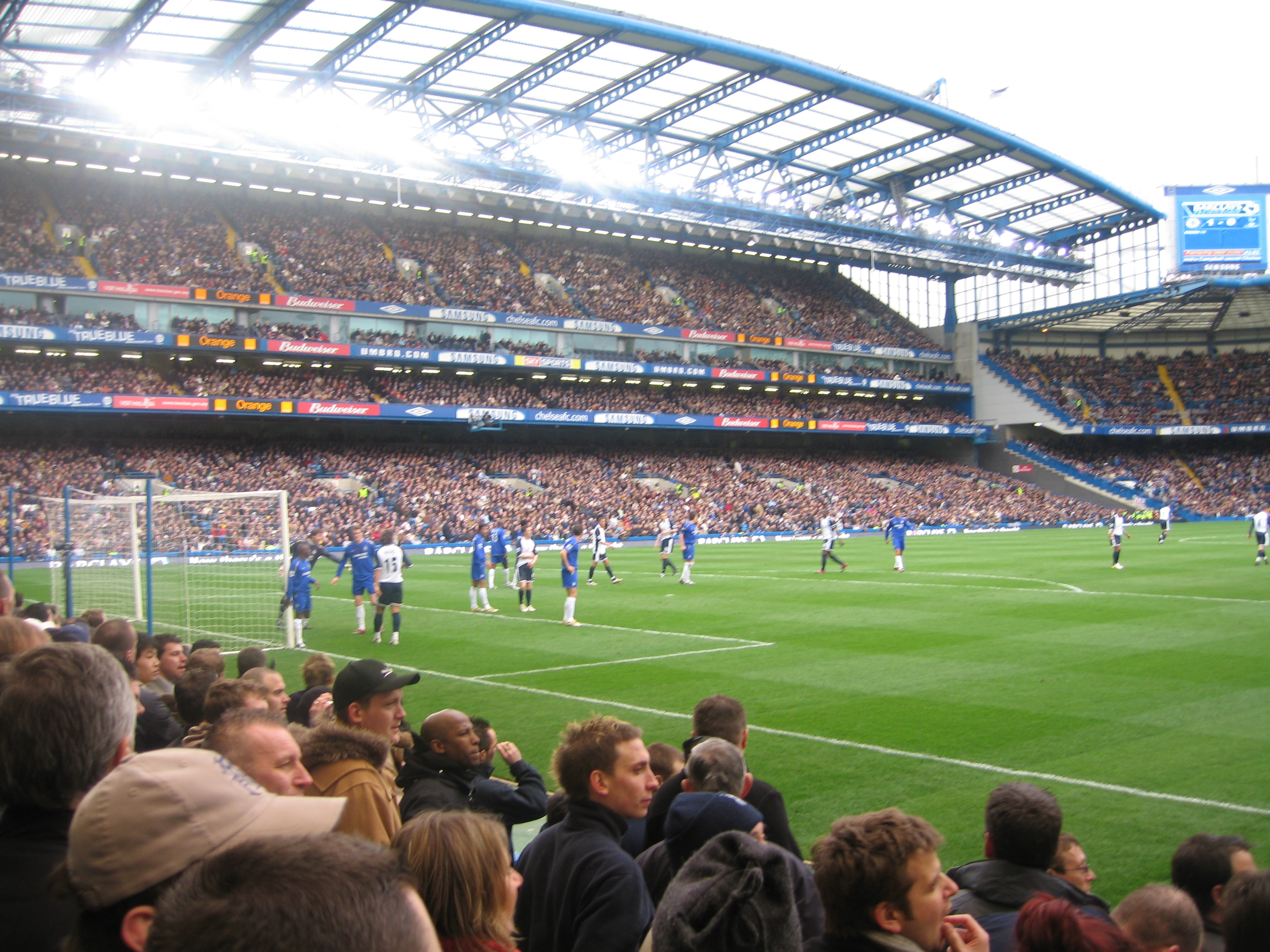
طرفداران تیم چلسی در بازی چلسی و تاتنهام - ۱۱ مارس ۲۰۰۶

هواداران باشگاه چلسی به‌طور متوسط در رده پنجم حضور مداوم در ورزشگاه‌های خود قرار دارند. همچنین این تیم با داشتن ۴۰٬۰۰۰ تماشاگر به‌طور ثابت در هر بازی در ورزشگاه استمفورد بریج در رده پنجم تیم‌های انگلیسی قرار دارد. میانگین تماشاگران چلسی نیز ۴۱٬۴۲۳ نفر است. چلسی با داشتن هواداران بسیار در نقاط مختلف لندن و انگلیس اعم از قشرها کارگر و ثروتمند از تیم‌های محبوب در کشور انگلستان و جهان محسوب می‌شود.
شهرآورد غرب و شمال لندن از مهم‌ترین بازی‌های چلسی در شهر لندن است. براساس نظرسنجی سال ۲۰۰۴ توسط سایت Planetfootball.com نشان می‌دهد که هواداران تیم چلسی تیم‌های آرسنال، تاتنهام و منچستر یونایتد را مهم‌ترین رقیبان تیم خود می‌دانند. رقابت چلسی و تاتنهام از فینال جام اتحادیه فوتبال انگلیس در سال ۱۹۶۷ شروع شده‌است که اولین فینال مابین این دو تیم لندنی بوده. همچنین بازی‌های دو تیم چلسی و لیدز یونایتد در دهه‌های ۱۹۶۰ و ۱۹۷۰ از حساسیت‌های زیاد برخوردار بوده‌است، مخصوصاً فینال بحث‌برانگیز جام اتحادیه در سال ۱۹۷۰. رقابت با تیم لیورپول نیز پس از بازی نیمه‌نهایی این دو تیم در لیگ قهرمانان اروپا و انتقال فرناندو تورس از لیورپول به چلسی شدت گرفته‌است.

## رکوردها
بیشترین حضور و بازی برای تیم چلسی در اختیار رون هریس کاپیتان سابق چلسی با ۷۹۵ بازی مابین سال‌های ۱۹۶۱ تا ۱۹۸۰ است. فرانک لمپارد با بیش از ۵۰۰ بازی رکورددار بیشترین بازی در بین بازیکن حال حاضر باشگاه‌است. در بین دروازه‌بانان نیز پیتر بونتی با ۶۰۰ بازی (۷۹–۱۹۵۹) یکی از رکورداران تاریخ باشگاه چلسی است.
فرانک لمپارد (–۲۰۰۱) با ۲۰۳ گل زده و بابی تامبلینگ (۱۹۷۰–۱۹۵۹) با ۲۰۲ گل‌زده برای چلسی گلزن‌ترین بازیکنان این باشگاه از ابتدا تاکنون بوده‌اند. دیگر بازیکنانی که بیش از ۱۰۰ گل برای باشگاه چلسی به ثمر رسانده‌اند می‌توان به کری دیکسون (۹۲–۱۹۸۳)، دیدیه دروگبا (۲۰۱۲–۲۰۰۴)، روی بنتلی (۵۶–۱۹۴۸)، پیتر آسگود (۷۴–۱۹۶۴ و ۷۹–۱۹۷۸)، جیمی گریوس (۶۱–۱۹۵۷)، جورج میلس (۳۹–۱۹۲۹) و جورج هیلسدون (۱۲–۱۹۰۶) اشاره کرد. گریوس نیز با ۴۳ گل بهترین گلزن تاریخ باشگاه در یک فصل (۶۱–۱۹۶۰) محسوب می‌شود.
بیشترین حضور هواداران و تماشاگران در ورزشگاه خانگی چلسی که به صورت رسمی ثبت شده در بازی با تیم آرسنال در مسابقات لیگ دسته اول انگلستان در سال ۱۹۳۵ بوده‌است که ۸۲٬۹۰۵ در ورزشگاه حضور داشته‌اند بازسازی ورزشگاه استمفورد بریج و نصب صندلی در تمام جایگاه‌ها در دهه ۱۹۹۰ میلادی، ظرفیت ورزشگاه را به ۴۱٬۸۴۱ نفر کاهش داد.
چلسی رکوردهای متعددی در انگلستان و اروپا در اختیار دارد، بیشترین امتیاز کسب شده در یک فصل (۹۵ امتیاز)، کمترین گل خورده در یک فصل (۱۵ گل)، بیشترین پیروزی در یک فصل (۲۹ بازی)، بیشترین بازی بدون گل‌خورده در یک فصل (۲۵ بازی) (تماماً در فصل ۰۵–۲۰۰۴) و بیشترین بازی بدون گل‌خورده از ابتدای فصل (۶ بازی) (در فصل ۰۶–۲۰۰۵) از آن جمله‌است.
این باشگاه با پیروزی ۲۱ بر صفر مقابل باشگاه فوتبال Jeunesse Hautcharage در جام در جام اروپا سال ۱۹۷۱ یک رکورد در مسابقات اروپایی به جا گذاشته‌است. چلسی رکورد ۸۶ بازی بدون شکست در ورزشگاه خانگی خود از ۲۰ مارس ۲۰۰۴ تا ۲۶ اکتبر ۲۰۰۸ را در اختیار دارد. همچنین چلسی ۶۳ بازی بدون شکست مابین سال‌های ۱۹۷۸ تا ۱۹۸۰ را به همراه تیم لیورپول در اختیار دارد. چلسی رکورد ۱۱ بازی بدون شکست مابین ۲۵ آوریل ۲۰۰۸ تا ۶ دسامبر ۲۰۰۸ را نیز در اختیار دارد.
چلسی در فهرست رکوردداران «اولین‌ها» به همراه تیم آرسنال برای اولین بار در تاریخ ۲۵ اوت ۱۹۲۸ در بازی مقابل سوانسی تاون لباس‌های دارای شماره برتن کرده‌اند.
تیم چلسی برای اولین بار در انگلستان در یک مسابقه داخلی با هواپیما برای دیدار با باشگاه فوتبال نیوکاسل در تاریخ ۱۹ آوریل ۱۹۵۷ سفر کرده‌است و برای اولین بار در لیگ دسته اول در روز یک‌شنبه مسابقه داده‌است، این بازی در تاریخ ۲۷ ژانویه ۱۹۷۴ مقابل تیم استوک سیتی بوده‌است. همچنین چلسی در یک بازی مقابل تیم فوتبال ساوت‌همپتون که در سال ۱۹۹۹ برگزار شده‌است بدون بازیکن انگلیسی و ایرلندی به میدان رفته‌است. چلسی در ۱۹ مه ۲۰۰۷ اولین تیم پیروز در ورزشگاه جدید ومبلی و آخرین تیم پیروز در ورزشگاه ومبلی قبل از بازسازی بوده‌است. چلسی در فصل ۱۰–۲۰۰۹ برای اولین بار به رکورد ۱۰۰ گل‌زده در یک فصل در تاریخ لیگ برتر رسیده‌است.

## چلسی در فرهنگ عامه

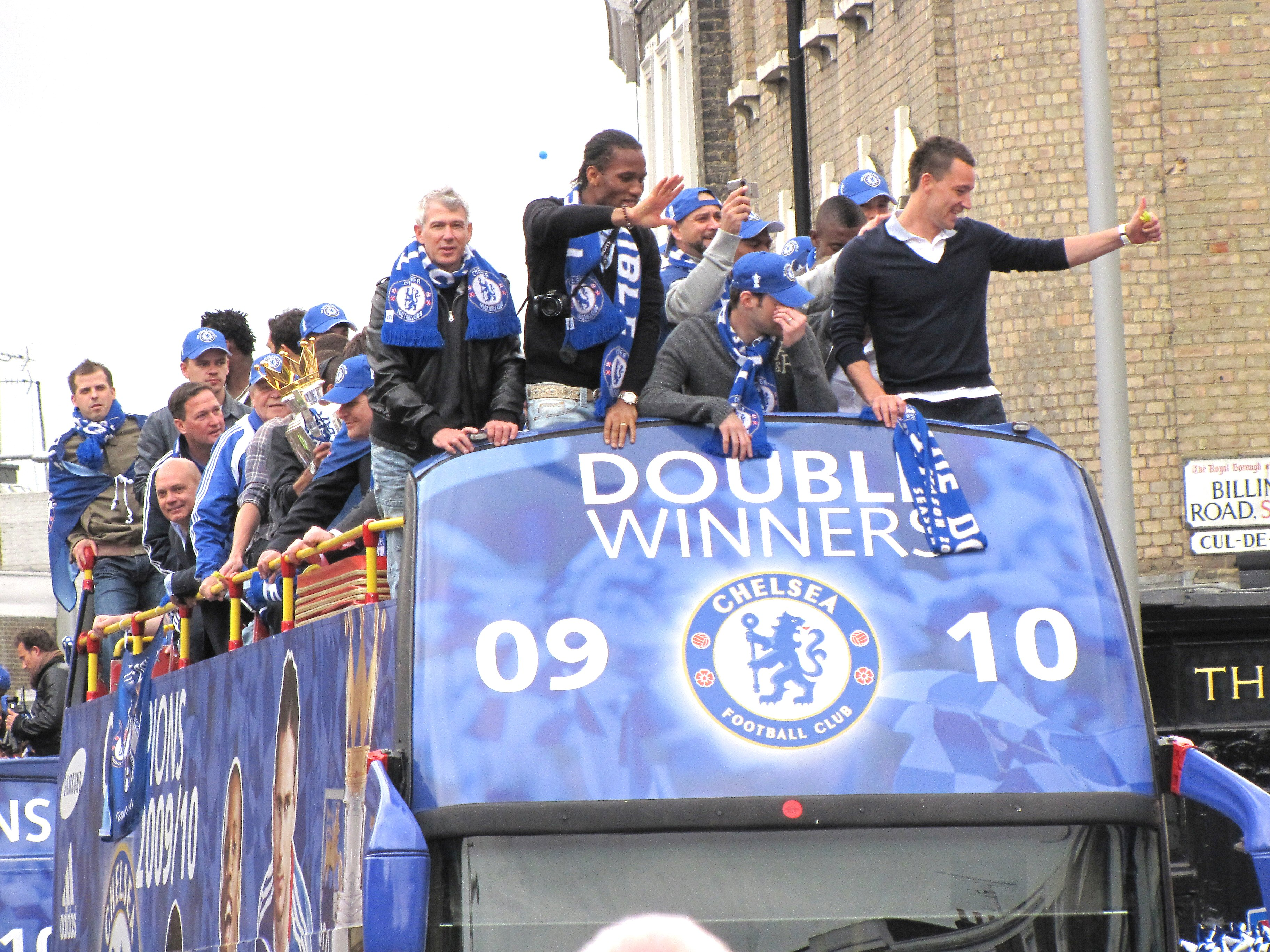
جشن بازیکنان تیم چلسی بعد از دو قهرمانی در فصل ۱۰–۲۰۰۹

در سال ۱۹۳۰ فیلم بازی بزرگ با مضمونی فوتبالی ساخته شده که در آن جک کوک بازیکن سابق باشگاه چلسی و بازیکن آن زمان باشگاه میلوال به بازی پرداخته‌است. این بازیکن در صحنه‌های مختلفی از این فیلم مانند سکانس‌هایی که در ورزشگاه استمفورد بریج ساخته شده‌است حضور پیدا کرده، همچنین اندرو ویلسون، جورج میلس و سام میلینگتون به عنوان بازیگر مهمان نیز در این فیلم حضور داشته‌اند. به دلیل سوابق منفی هواداران باشگاه چلسی در زمینه خشونت‌های فوتبالی در فیلم‌هایی همانند کارخانه فوتبال به این موضوع پرداخته شده‌است.
چلسی تا دهه ۱۹۵۰ رابطه نزدیکی با سالن‌های موسیقی داشت و بازیکنانی مانند جورج روبی در زمینه موسیقی نیز فعال بودند.
تک آهنگ «آبی رنگ است» که برای فینال جام حذفی ۱۹۷۲ انگلستان با صدای تمامی بازیکنان تیم چلسی ساخته شده‌بود توانست در رتبه پنجم موسیقی‌های سال این کشور قرار بگیرد. بعدها آهنگ «سفید رنگ است» با اقتباس از این آهنگ برای تیم ونکوور ویت‌کاپس ساخته شده‌است.
همچنین آهنگ «روز آبی» به دلیل رسیدن تیم چلسی به فینال جام اتحادیه فوتبال انگلستان در سال ۱۹۹۷ توسط سوگز و به همراه بازیکنان باشگاه خوانده شد که توانست تا رتبه ۲۲ بهترین آهنگ‌های انگلیس نیز صعود کند. برایان آدامز از هواداران تیم چلسی آهنگ «ما برد می‌خواهیم» را برای این تیم خوانده‌است.

## تیم فوتبال زنان چلسی
باشگاه چلسی در زمینه فوتبال زنان نیز فعالیت دارد که از سال ۲۰۰۴ وابسته به تیم مردان در مسابقات حضور پیدا کرده‌است. آن‌ها بازی‌های خانگی خود را در زمین امپریال فیلدز انجام می‌دهند. این تیم در جام سوری کانتی در سال‌های ۲۰۰۳، ۲۰۰۴، ۲۰۰۶، ۲۰۰۷، ۲۰۰۸، ۲۰۰۹ و ۲۰۱۰ قهرمان شده‌است و برای اولین بار بعد از قهرمانی در لیگ جنوبی فوتبال زنان انگلیس (۲۰۰۵) به لیگ برتر ملی انگلیس صعود کرد. این تیم فصل ۱۰–۲۰۰۹ را با قرار گرفتن در رده سوم به پایان رساند که بهترین رتبه این تیم از ابتدا تاکنون بوده‌است. تیم زنان چلسی یکی از ۸ تیم مؤسس سوپرلیگ فوتبال زنان انگلیس است.

## بازیکنان
بازیکنان باشگاه چلسی و تغییرات آن تا ۱۱ اوت ۲۰۲۳.

### ترکیب اصلی
تا تاریخ ۱۱ ژوئن ۲۰۲۵
| شماره |          | پست       | بازیکن                     |
| ----- | -------- | --------- | -------------------------- |
| ۱     | اسپانیا  | دروازه‌بان | روبرت سانچز                |
| ۳     | اسپانیا  | مدافع     | مارک کوکوریا               |
| ۴     | انگلستان | مدافع     | توسین آدارابیویو           |
| ۵     | فرانسه   | مدافع     | بنوا بادیاشیله             |
| ۶     | انگلستان | مدافع     | لوی کولویل                 |
| ۷     | پرتغال   | مهاجم     | پدرو نتو                   |
| ۸     | آرژانتین | هافبک     | انزو فرناندز (کاپیتان دوم) |
| ۹     | انگلستان | مهاجم     | لیام دلپ                   |
| ۱۰    | انگلستان | هافبک     | کول پالمر                  |
| ۱۲    | دانمارک  | دروازه‌بان | فیلیپ یورگنسن              |
| ۱۴    | پرتغال   | هافبک     | داریو اسوگو                |
| ۱۵    | سنگال    | مهاجم     | نیکلاس جکسون               |
| ۱۷    | برزیل    | هافبک     | آندری سانتوس               |
| ۱۸    | فرانسه   | مهاجم     | کریستوفر ان‌کونکو           |
| ۲۰    | برزیل    | مهاجم     | ژائو پدرو                  |
| ۲۳    | انگلستان | مدافع     | تروه چالوبا                |

| شماره |                     | پست       | بازیکن             |
| ----- | ------------------- | --------- | ------------------ |
| ۲۴    | انگلستان            | مدافع     | ریس جیمز (کاپیتان) |
| ۲۵    | اکوادور             | هافبک     | مویسس کایسدو       |
| ۲۷    | فرانسه              | مدافع     | مالو گوستو         |
| ۲۹    | فرانسه              | مدافع     | وسلی فوفانا        |
| ۳۰    | آرژانتین            | مدافع     | آرون آنسلمینو      |
| ۳۲    | انگلستان            | مهاجم     | تیری جورج          |
| ۳۴    | انگلستان            | مدافع     | جاش آچیمپونگ       |
| ۳۷    | انگلستان            | هافبک     | عمری کلیمن         |
| ۳۸    | اسپانیا             | مهاجم     | مارک گویو          |
| ۳۹    | بلژیک               | دروازه‌بان | مایک پندرس         |
| ۴۴    | ایالات متحده آمریکا | دروازه‌بان | گابریل اسلونینا    |
| ۴۵    | بلژیک               | هافبک     | رومئو لاویا        |
|       | هلند                | مدافع     | یورل هاتو          |
|       | برزیل               | مهاجم     | استوائو ویلیان     |
|       | انگلستان            | مهاجم     | جیمی گیتنز         |

### بازیکنان خارج شده به صورت قرضی
| شماره |                     | پست       | بازیکن                                                           |
| ----- | ------------------- | --------- | ---------------------------------------------------------------- |
|       | انگلستان            | دروازه‌بان | تد کورد (به باشگاه فوتبال همپتون و ریچموند بورو تا ۳۰ ژوئن ۲۰۲۵) |
|       | صربستان             | دروازه‌بان | جورجه پتروویچ (به باشگاه فوتبال استراسبورگ تا ۳۰ ژوئن ۲۰۲۵)      |
|       | انگلستان            | دروازه‌بان | تدی شرمن-لو (به باشگاه فوتبال دونکستر راورز تا ۳۰ ژوئن ۲۰۲۵)     |
|       | ایالات متحده آمریکا | دروازه‌بان | گابریل اسلونینا (به باشگاه فوتبال بارنزلی تا ۳۰ ژوئن ۲۰۲۵)       |
|       | آرژانتین            | مدافع     | آرون آنسلمینو (به باشگاه فوتبال بوکا جونیورز تا ۳۰ ژوئن ۲۰۲۵)    |
|       | انگلستان            | مدافع     | آلفی گیلکریست (به باشگاه فوتبال شفیلد یونایتد تا ۳۰ ژوئن ۲۰۲۵)   |

| شماره |                     | پست   | بازیکن                                                         |
| ----- | ------------------- | ----- | -------------------------------------------------------------- |
|       | ایالات متحده آمریکا | مدافع | کیلب وایلی (به باشگاه فوتبال استراسبورگ تا ۳۰ ژوئن ۲۰۲۵)       |
|       | انگلستان            | هافبک | لئو کسلداین (به باشگاه فوتبال شروزبری تاون تا ۳۰ ژوئن ۲۰۲۵)    |
|       | برزیل               | هافبک | آندری سانتوس (به باشگاه فوتبال استراسبورگ تا ۳۰ ژوئن ۲۰۲۵)     |
|       | فرانسه              | هافبک | لسلی اوگوچوکو (به باشگاه فوتبال ساوت‌همپتون تا ۳۰ ژوئن ۲۰۲۵)    |
|       | آلبانی              | مهاجم | آرماندو برویا (به باشگاه فوتبال اورتون تا ۳۰ ژوئن ۲۰۲۵)        |
|       | ساحل عاج            | مهاجم | داوید داترو فوفانا (به باشگاه ورزشی گوزتپه تا ۳۰ ژوئن ۲۰۲۵)    |
|       | انگلستان            | مهاجم | رحیم استرلینگ (به باشگاه فوتبال آرسنال تا ۳۰ ژوئن ۲۰۲۵)        |
|       | انگلستان            | مهاجم | Ronnie Stutter (به باشگاه فوتبال برتون آلبیون تا ۳۰ ژوئن ۲۰۲۵) |

### تیم آکادمی باشگاه چلسی
آکادمی و تیم دوم باشگاه فوتبال چلسی متشکل از بازیکنان زیر ۲۱ سال و رزرو باشگاه چلسی است. این تیم وظیفه یافتن بازیکنان جوان و با استعداد برای آموزش و پشتیبانی از تیم اصلی باشگاه چلسی را دارد.

### بهترین بازیکنان باشگاه (۲۰۲۴–۱۹۶۷)

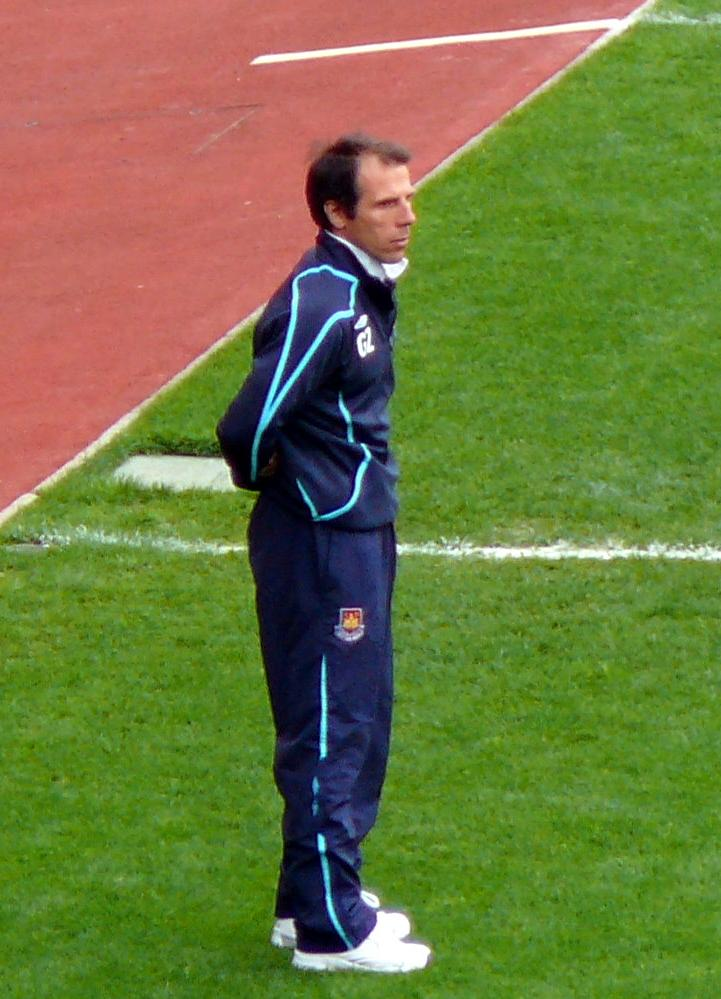
جان‌فرانکو زولا

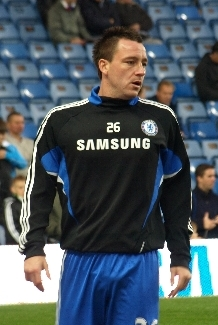
جان تری

بهترین بازیکنان باشگاه فوتبال چلسی از سال ۱۹۶۷ تا ۲۰۲۳ به شرح زیر است:
| سال  | بازیکن      |
| ---- | ----------- |
| ۱۹۶۷ | پیتر بونتی  |
| ۱۹۶۸ | چارلی کوک   |
| ۱۹۶۹ | دیوید وب    |
| ۱۹۷۰ | جان هولینس  |
| ۱۹۷۱ | جان هولینس  |
| ۱۹۷۲ | دیوید وب    |
| ۱۹۷۳ | پیتر آسگود  |
| ۱۹۷۴ | گری لوک     |
| ۱۹۷۵ | چارلی کوک   |
| ۱۹۷۶ | رای ویلکینز |
| ۱۹۷۷ | رای ویلکینز |
| ۱۹۷۸ | میکی دروی   |

| سال  | بازیکن        |
| ---- | ------------- |
| ۱۹۷۹ | تامی لانگلی   |
| ۱۹۸۰ | کلایو واکر    |
| ۱۹۸۱ | پتار بورتا    |
| ۱۹۸۲ | مایک فیلری    |
| ۱۹۸۳ | جوی جونز      |
| ۱۹۸۴ | پت نوین       |
| ۱۹۸۵ | دیوید اسپیدی  |
| ۱۹۸۶ | ادی نیدژویسکی |
| ۱۹۸۷ | پت نوین       |
| ۱۹۸۸ | تونی دوریگو   |
| ۱۹۸۹ | گراهام روبرتس |
| ۱۹۹۰ | کن مونکو      |

| سال  | بازیکن         |
| ---- | -------------- |
| ۱۹۹۱ | اندی تاونزند   |
| ۱۹۹۲ | پائول الیوت    |
| ۱۹۹۳ | فرانک سینکلر   |
| ۱۹۹۴ | استیو کلارک    |
| ۱۹۹۵ | ارلند جانسن    |
| ۱۹۹۶ | رود گولیت      |
| ۱۹۹۷ | مارک هیوز      |
| ۱۹۹۸ | دنیس وایز      |
| ۱۹۹۹ | جان‌فرانکو زولا |
| ۲۰۰۰ | دنیس وایز      |
| ۲۰۰۱ | جان تری        |
| ۲۰۰۲ | کارلو کودیچینی |

| سال  | بازیکن         |
| ---- | -------------- |
| ۲۰۰۳ | جان‌فرانکو زولا |
| ۲۰۰۴ | فرانک لمپارد   |
| ۲۰۰۵ | فرانک لمپارد   |
| ۲۰۰۶ | جان تری        |
| ۲۰۰۷ | مایکل اسین     |
| ۲۰۰۸ | جو کول         |
| ۲۰۰۹ | فرانک لمپارد   |
| ۲۰۱۰ | دیدیه دروگبا   |
| ۲۰۱۱ | پیتر چک        |
| ۲۰۱۲ | خوان ماتا      |
| ۲۰۱۳ | خوان ماتا      |
| ۲۰۱۴ | ادن آزار       |

| سال  | بازیکن       |
| ---- | ------------ |
| ۲۰۱۵ | ادن آزار     |
| ۲۰۱۶ | ویلیان       |
| ۲۰۱۷ | ادن آزار     |
| ۲۰۱۸ | انگولو کانته |
| ۲۰۱۹ | ادن آزار     |
| ۲۰۲۰ | ماتئو کواچیچ |
| ۲۰۲۱ | میسون ماونت  |
| ۲۰۲۲ | میسون ماونت  |
| ۲۰۲۳ | تیاگو سیلوا  |
| ۲۰۲۴ | کول پالمر    |
| ۲۰۲۵ | مویسس کایسدو |

## کادر فنی کنونی
| پست              | نام               |
| ---------------- | ----------------- |
| سرمربی           | انزو مارسکا       |
| مربی             | ویلی کابایرو      |
| کمک مربی‌ها       | روبرتو ویتیلو     |
| کمک مربی‌ها       | دنی واکر          |
| مربی دروازه‌بان‌ها | میکله ده برناردین |
| مربی دروازه‌بان‌ها | هنریکه هیلاریو    |
| مربی بدنساز      | مارکوس آلوارس     |
| آنالیزور فنی     | برناردو کوئوا     |

## بهترین مربیان تاریخ باشگاه
بهترین مربیان تاریخ باشگاه چلسی براساس جام‌های به‌دست آورده به شرح زیر است:
| نام             | تاریخ     | افتخارات                                                                  |
| --------------- | --------- | ------------------------------------------------------------------------- |
| تد دریک         | ۱۹۵۲–۱۹۶۱ | اولین قهرمانی در لیگ انگلستان، جام خیریه انگلیس                           |
| تامی دوچرتی     | ۱۹۶۲–۱۹۶۷ | جام اتحادیه                                                               |
| دیو سکستون      | ۱۹۶۷–۱۹۷۴ | جام حذفی، جام در جام اروپا                                                |
| جان نیل         | ۱۹۸۱–۱۹۸۵ | قهرمانی در لیگ دسته دو انگلیس                                             |
| جان هولینس      | ۱۹۸۵–۱۹۸۸ | فول ممبرز کاپ                                                             |
| بابی کمپل       | ۱۹۸۸–۱۹۹۱ | قهرمانی در لیگ دسته دو انگلیس، فول ممبرز کاپ                              |
| رود گولیت       | ۱۹۹۶–۱۹۹۸ | جام حذفی                                                                  |
| جان لوکا ویالی  | ۱۹۹۸–۲۰۰۰ | جام اتحادیه، جام حذفی، جام خیریه انگلیس، جام در جام اروپا، سوپر جام اروپا |
| ژوزه مورینیو    | ۲۰۰۴–۲۰۰۷ | ۳ لیگ برتر انگلستان، ۳ جام اتحادیه، جام حذفی، جام خیریه انگلیس            |
| گاس هیدینگ      | ۲۰۰۹      | جام حذفی                                                                  |
| کارلو آنجلوتی   | ۲۰۰۹–۲۰۱۱ | لیگ برتر انگلستان، جام حذفی، جام خیریه انگلیس                             |
| روبرتو دی‌ماتئو  | ۲۰۱۲      | جام حذفی، لیگ قهرمانان اروپا                                              |
| رافائل بنیتز    | ۲۰۱۳      | لیگ اروپا                                                                 |
| آنتونیو کونته   | ۲۰۱۶–۲۰۱۸ | لیگ برتر انگلستان، جام حذفی                                               |
| مائوریتسیو ساری | ۲۰۱۸–۲۰۱۹ | لیگ اروپا                                                                 |
| توماس توخل      | ۲۰۲۱–۲۰۲۲ | لیگ قهرمانان اروپا، سوپر جام اروپا، جام باشگاه‌های فوتبال جهان             |
| انزو مارسکا     | ۲۰۲۴–     | لیگ کنفرانس اروپا، جام جهانی باشگاه‌ها                                     |

## افتخارات
افتخارات و قهرمانی‌های باشگاه فوتبال چلسی به شرح زیر است:

### داخلی

#### لیگ
- لیگ دسته اول/لیگ برتر

قهرمانی (۶): ۵۵–۱۹۵۴، ۰۵–۲۰۰۴, ۰۶–۲۰۰۵, ۱۰–۲۰۰۹, ۱۵–۲۰۱۴, ۱۷–۲۰۱۶
- لیگ دسته دوم

قهرمانی (۲): ۸۴–۱۹۸۳، ۸۹–۱۹۸۸

#### جام
- جام حذفی فوتبال انگلستان

قهرمانی (۸): ۷۰–۱۹۶۹, ۹۷–۱۹۹۶, ۲۰۰۰–۱۹۹۹, ۰۷–۲۰۰۶, ۰۹–۲۰۰۸, ۱۰–۲۰۰۹, ۱۲–۲۰۱۱، ۱۸–۲۰۱۷
- جام اتحادیه باشگاه‌های انگلستان

قهرمانی (۵): ۶۵–۱۹۶۴, ۹۸–۱۹۹۷, ۰۵–۲۰۰۴, ۰۷–۲۰۰۶, ۱۵–۲۰۱۴
- جام خیریه انگلستان

قهرمانی (۴): ۱۹۵۵, ۲۰۰۰, ۲۰۰۵, ۲۰۰۹
- فول ممبرز کاپ

قهرمانی (۲): ۸۶–۱۹۸۵، ۹۰–۱۹۸۹

### اروپا
- لیگ قهرمانان اروپا

قهرمانی (۲): ۱۲–۲۰۱۱، ۲۱–۲۰۲۰
نایب قهرمانی (۱): ۲۰۰۸–۲۰۰۷
- لیگ اروپا

قهرمانی (۲): ۱۳–۲۰۱۲، ۱۹–۲۰۱۸
- لیگ کنفرانس اروپا

قهرمانی (۱): ۲۵–۲۰۲۴
- جام برندگان جام اروپا

قهرمانی (۲): ۷۱–۱۹۷۰، ۹۸–۱۹۹۷
- سوپرجام اروپا

قهرمانی (۲): ۱۹۹۸، ۲۰۲۱
نایب قهرمانی (۳): ۲۰۱۲، ۲۰۱۳، ۲۰۱۹

### بین‌المللی
- جام جهانی باشگاه‌ها

قهرمانی (۲): ۲۰۲۱، ۲۰۲۵